# アリス・スティーヴンソン
アリス・スティーヴンソン（Alice Stevenson、1861年7月10日 - 1973年8月18日）は、長寿世界一であったイギリスの女性。1973年2月から死去まで、長寿世界一であった。
1973年8月、112歳と39日で死去。1985年7月にアンナ・エリザ・ウィリアムズが記録を更新するまで、イギリスで最も長生きした人物であった。